# قواعد اللغة الإنجليزية
قواعد اللغة الإنجليزية (بالإنجليزية: English grammar) هي مجموعة القواعد التي تحدد تراكيب التعابير المختلفة في اللغة الإنجليزية مثل تركيب الكلمات والجمل والعبارات. وقد مرت قواعد اللغة الإنجليزية بمراحل عدة قبل وصولها إلى ما هي عليه الآن. عدد الحروف في الأبجدية الإنجليزية هو 26 حرفاً، وتنقسم إلى ساكنة ومتحركة، وتكتب كبيرة (Capital) أو صغيرة (Small).
تتألف الجملة في اللغة الإنجليزية من عدة مكونات: الفاعل، والفعل، والمفعول به، والتكملة، والظرف. وعدد الأزمنة فيها هو اثنان: الحاضر والماضي، أما الزمن المستقبلي فيحتاج إلى فعل مساعد لتكوينه.
تصنف الكلمات في اللغة الإنجليزية بشكل رئيسي إلى فعل، واسم، وصفة، وظرف، وحرف جر، وأداة محددة، وضمير، وربط. كما أن ترتيب الكلمة مهم جداً في الجملة، وقد تحتوي العبارة الفعلية على بنية مركبة، وتوجد تعابير كثيرة تستخدم حروف الجر لتحديد العلاقات بين الكلمات.

## تطور قواعد اللغة الإنجليزية

### أسباب تغير قواعد اللغة الإنجليزية
هنالك أربع أسباب لتغير قواعد اللغة الانجليزية، وهي: السبب الأول هو غزو الناطقون بالنورسية في القرنين التاسع والعاشر الميلاديين، والسبب الثاني هو التغير بفعل الغزاة الناطقين بالنورمانية-الفرنسية في القرن الحادي عشر، والثالث هو التغير الذي احدثه العلماء والآثاريين في القرنين السادس عشر والسابع عشر، وأخيرا السبب الرابع يتمثل في العولمة والانترنت والمفاهيم الجديدة في التأليف خلال القرن الحادي والعشرين.

### الإنجليزية القديمة(450 - 1100)
بدأ تاريخ اللغة الإنجليزية الفعلي عندما قامت ثلاث قبائل ألمانية بغزو بريطانيا خلال القرن الخامس الميلادي. وهذه القبائل هي: الأنجل، الساكسون، الجوتيون، وكانوا تتحدثون بلغات متشابهة. في ذلك الوقت كان معظم سكان بريطانيا يتحدثون اللغة السيلتكية، وكان كل من الأنجل ولغتهم يسمون بالإنجليزية: (Englisc) (إنگليش)، ومن هنا جاءت التسميتان: (England) (إنجلترا) و (English) (إنجليزي)، وتطورت اللغات التي كانت تتحدثها القبائل الثلاثة حتى تحولت إلى ما يعرف الآن باللغة الإنجليزية القديمة.
كانت الإنجليزية القديمة تختلف كثيرا عن الإنجليزية الحديثة، حيث يجد الناطقون الأصليون بالإنجليزية الحديثة اليوم صعوبة كبيرة في فهم الإنجليزية القديمة. ومع ذلك، فإن حوالي نصف الكلمات الأكثر استعمالا في الإنجليزية الحديثة لها جذور من الإنجليزية القديمة، مثل: be وstrong، واستمر التحدث بالإنجليزية القديمة حتى حوالي عام 1100.

### الإنجليزية المتوسطة(1100 - 1500)

كلمة thou بالإنجليزية المتوسطة

في عام 1066 غزا ويليام الفاتح حاكم نورماندي إنجلترا، فجلب الغزاة النورمان نوعا من اللغة الفرنسية، التي أصبحت لغة الديوان الملكي والطبقتين الحاكمة والعاملة. وكان هنالك لفترة نوع من التقسيم اللغوي للطبقات، حيث أن الطبقات الدنيا تتحدث الإنجليزية، والطبقات العليا تتحدث الفرنسية. في حوالي العام 1400 عادت اللغة الإنجليزية لتكون اللغة السائدة في بريطانيا، لكن أضيف إليها الكثير من الكلمات الفرنسية. وتبقى الإنجليزية المتوسطة أيضا صعبة الفهم على الناطقين الأصليين للإنجليزية الحديثة في الوقت الحالي. من أشهر الناطقين بالإنجليزية المتوسطة الشاعر جيوفري تشوسر.

### الإنجليزية الحديثة (1500 - الآن)

#### الإنجليزية الحديثة المبكرة (1500 - 1800)
بدأ تغير بارز ومفاجئ في اللفظ، خاصة في لفظ حروف العلة، حيث بدأت تُلفظ أقصر، ويعد ذلك نهاية الإنجليزية المتوسطة. وابتداءً من القرن السادس عشر بدأ البريطانيون بالتواصل مع أناس كثيرين من حول العالم، إضافة إلى النهضة التي حصلت في التعلم الكلاسيكي، فأدى هذان الأمران إلى دخول الكثير من الكلمات والعبارات الجديدة إلى اللغة الإنجليزية.
أدى اختراع الطباعة في أواسط القرن الخامس عشر أيضا إلى وجود لغة عامة في الطباعة، حيث أصبحت الكتب أرخص وتعلم الكثير من الناس القراءة. منحت الطباعة أيضا اللغة الإنجليزية ثباتًا، حيث أن اللفظ والقواعد أصبحا محددين، كما أصبحت اللهجة المحلية في لندن المعيار، حيث كان في لندن معظم دور الطباعة. وفي عام 1604 تمت طباعة أول قاموس للغة الإنجليزية.

#### الإنجليزية الحديثة المتأخرة (1800 - الآن)
الفرق الرئيسي بين الإنجليزية الحديثة المبكرة والمتأخرة هو المفردات، حيث تحتوي المتأخرة على كلمات أكثر بكثير، وهذا الأمر منطلق من عاملين رئيسيين، الأول هو الثورة الصناعية والتكنولوجيا اللتان شكلتا الحاجة إلى كلمات جديدة، والثاني هو أن الإمبراطورية البريطانية غطت ما بين ربع وثلث مساحة سطح الأرض،  فدخلت كلمات أجنبية من بلدان كثيرة على اللغة الإنجليزية.

## الأبجدية في اللغة الإنجليزية (Alphabet)
تتكون الأبجدية في اللغة الإنجليزية من 26 حرفًا وتكتب من اليسار إلى اليمين وتُقسم إلى قسمين هما حروف العلة أو الحروف المتحركة (Vowels)، وهي 5 حروف: A E I O U، والقسم الثاني هو الحروف الساكنة (Consonants)، وهي الـ21 حرفًا المتبقية: B C D F G H J K L M N P Q R S T V W X Y Z. كما تكتب على هيئتين: الحروف الكبيرة (Capital letters)، والحروف الصغيرة (Small letters) وعادة ما تكون هيئتا الحرف متشابهتين، والهيئتان متماثلتان تماما في اللفظ، وفي الجدول التالي حروف اللغة الإنجليزية بالترتيب وعلى كلتا الهيئتين:
| الحروف الصغيرة                                      | الحروف الكبيرة                                      |
| --------------------------------------------------- | --------------------------------------------------- |
| a b c d e f g h i j k l m n o p q r s t u v w x y z | A B C D E F G H I J K L M N O P Q R S T U V W X Y Z |

### متى تُكتب الحروف كبيرة؟
تكتب الحروف على هيئتها الكبيرة عند بداية الجملة،  أو بعد علامات ترقيم محددة هي النقطة (.) وعلامة التعجب (!) وعلامة الاستفهام (?)، أما بالنسبة للنقطتين الرأسيتين (:) فلا يكتب بعدهما الحرف الأول كبيرا في الإنجليزية البريطانية ولكن يلزم كتابته كبيرا في الإنجليزية الأمريكية.
ويكتب الحرف الأول كبيرا في العناوين أيضا ولكن فقط في الكلمات المهمة وليس في الكلمات الثانوية مثل and، ينطبق نفس الأمر على الاختصارات مثل BBC التي تمثل اختصارا لـ (British Broadcasting Corporation)، أما في الأسماء الخاصة فيكبر حرفها الأول باستثناء بعض الأسماء مثل iPhone، والضمير I وتعني: (أنا) هي اسم خاص، أما في التقليصات مثل HiFi فهي اختصار لجملة (High Fidelity)، وتنطبق عليها قاعدة الاختصارات، ويكبر فيها الحرف الأول من كل كلمة من أجل جعل النطق واضحًا. كما أن الأسماء المنسوبة إلى الأماكن يكبر حرفها الأول، مثل Africa التي ينسب إليها بكلمة African أما بالنسبة لكتابة الكلام كله بأحرف كبيرة، فذلك يعرف في رسائل الإيميلات بأنه صراخ، في بعض الأحيان تكون الكتابة بشكل كامل بأحرف كبيرة مفضلة عندما تكون الكتابة بشكل يدوي على الحاسوب أكثر سهولة للقبول من قبله.

### الحالات التي تلفظ فيها الحروف بطرق مختلفة

#### الحرف A
يفخم حرف A إذا كان بعده حرف R مثل كلمة "army" ومعناها جيش، أما باقي الحروف فيلفظ بشكل متوسط بين ترقيقه وتفخيمه، وفي حالة وجوده في المقاطع الآتية: Ay وAi يلفظ كما في التسجيل الصوتي السابق، وكذلك الأمر إذا جاء بعد حرف A حرف أو حرفان ساكنان ثم حرف E وانتهى المقطع، يلفظ عندئذ كما جاء في التسجيل الصوتي، أما حرف E فلا يلفظ، مثل كلمة Care وتعني: يهتم، إلا في كلمات شاذة عن القاعدة مثل message ومعناها رسالة، وأيضا يكون نفس الشيء إذا جاء حرف بين A وY مثل كلمة "lazy" ومعناها كسول، ويلفظ بشكل مشابه لحرف O إذا ورد في المقاطع All وAlk وAu وAw. ويلفظ هذا الحرف كحرف الألف في كلمة باب في بعض الكلمات الشاذة مثل كلمة watch ومعناها يراقب، أو ساعة يد.

#### الحرف B
إذا جاء حرف B بعد حرف M لا يلفظ مثل كلمة "numb" وتعني: يخدر (يفقد الحسِّ).

#### الحرف C
قد يُنطق حرف C مثل حرف S أو حرف K وأحيانا بطريقة أخرى على حسب الحرف الذي يليه. فإذا جاء بعد حرف C أحد الحروف E وI وY فيلفظ كما يلفظ حرف S، أما إذا تلاه حرف H فيلفظان مثل حرف «ش» في أحيان قليلة، مثل كلمة "launch" ومعناها يطْلق، وأما إذا ورد قبل Ch حرف T فإنها تلفظ «تش» مثل حرف H في التسجيل الصوتي مثل كلمة "match" ومعناها يوصل، أو مباراة، وإذا وردا في بداية الجملة فيلفظان أحيانا مثل حرف H مثل كلمة chair وتعني: كرسي، وفي أحيان أخرى مثل حرف K مثل كلمة character وتعني: شخصية، ويلفظان أيضا مثل حرف K إذا وردا بعد حرف S مثل كلمة school وتعني: مدرسة، وكلمة scholar وتعني: عالم أو مثقف، وفي أحيان أخرى لا يلفظان مثل كلمة yacht وتعني: يخت (سفينة شراعية صغيرة). أما إذا جاء قبل حرف K فيلفظان K مثل كلمة lock وتعني: قفل، وإذا جاء بعده حرف C ولم يأت بعد ذلك حرف E أو I أو Y فيلفظان K مثل كلمة accurate وتعني: مضبوط، أما إذا ورد بعده حرف I ثم حرف علة يلفظان مثل حرف ش، ككلمة social وتعني: اجتماعي، ومجموعة الحروف (Cea) تلفظ مثل حرف ش ككلمة ocean وتعني: محيط. وإذا ورد بعده حرف Z فيلفظ مثل H ككلمة Czechoslovakian وتعني: تشيكوسلوفاكي، وأخيرا إذا جاء بعده حرف Q يلفظان K ككلمة lacquer وتعني: ورنيش.

#### الحرف D
إذا كان حرف D قبل حرف N لا يلفظ، مثل كلمة Wednesday وتعني: يوم الأربعاء.

#### الحرف E
يلفظ حرف E في الكلمة ما بين الفتح والكسر، تحديدا مثل حرف A في التسجيل الصوتي ولكنه يكون قصيرا (ما بين الفتح والكسر)، مثل كلمة bed وتعني: سرير، وإذا جاء مرتين متتابعتين يلفظ كما التسجيل الصوتي ولكنه يكون ممددا، ككلمة deep وتعني: عميق، أما إذا لحقه حرف A يلفظان كما في الحالة السابقة، مثل كلمة seat وتعني: مقعد، وهنالك كلمات لا تنطبق عليها هذه القاعدة فهنالك كلمات فيها حرفا E ثم A ويلفظ فيها حرفَ E قصيرا، ككلمة bread وتعني: خبز، وإذا ورد حرف E في نهاية الكلمة لا يلفظ ككلمة life وتعني: حياة، كما أنه لا يلفظ إذا جاء في بداية الكلمة وبعده حرف U، ويلفظ حرف U كما في التسجيل الصوتي ككلمة euphony وتعني: صوت عذب.

#### الحرف G
إن جاء قبل حرف G حرف I وجاء بعده حرف N في نهاية الكلمة، لا يلفظ حرف G، مثل كلمة sign وتعني: علامة، وكذلك الحال إذا كان قبله حرف U وجاء بعده حرف N ككلمة oppugn وتعني: يناقش، وأيضا إذا جاء في أول الكلمة ولحقه حرف N لا يلفظ، مثل كلمة gnaw وتعني: يزعج، أما إذا كان بعده حرف E أو I أو Y يلفظ كما في التسجيل الصوتي، ككلمة engineer وتعني: مهندس، أما في باقي الحروف يلفظ كالجيم المصرية.

#### الحرف H
لا يلفظ الحرف H إذا كان قبله حرف G وكان بعده حرف متحرك، مثل كلمة ghost وتعني: شبح، وإذا جاء بعد حرف D لا يلفظ مثل كلمة Buddhism وتعني: بوذية، كما أنه له طريقة خاصة في اللفظ إذا كان قبله حرف C شرحها موجود في قسم الحرف C، أما إذا جاء في أول الكلمة ولحقه الحرفان O ثم N لا يلفظ، مثل كلمة honest وتعني: أمين، وأيضا لا يلفظ إذا كان بعد حرف R أو W مثل كلمة rhyme وتعني: قافية، وكلمة white وتعني: أبيض، ويلفظ إذا ورد بعد حرف W وقبل حرف O مثل كلمة who وتعني: مَن. ولا يلفظ إذا جاء بعد حرف E وتبعه حرف علة ككلمة vehement وتعني: عنيف، وكلمة vehicle وتعني: عربة، كذلك الحال عند وروده في نهاية الكلمة.

#### الحرف I
يلفظ حرف (i) في الكلمة كما حرف E في كلمة bed ولكن أشد ككلمة hit وتعني: يضرب، أما إذا ورد بينه وبين حرف E حرف ساكن تلفظ كما التسجيل الصوتي، مثل كلمة ice وتعني: ثلج، ولكن هناك كلمات لا تنطبق عليها القاعدة ويلفظ فيها الحرف I كما في كلمة hit، ومن الأمثلة عليها كلمة live التي تعني: يعيش. كما أن الضمير I، ومعناه أنا، يلفظ كما في التسجيل الصوتي، وإذا ورد حرفا G ثم H بعد حرف I لا يلفظان، ويمدد حرف I مثل كلمة high وتعني: عالٍ.

#### الحرف K
إذا ورد حرف K في أول الكلمة وبعده حرف N لا يلفظ، مثل كلمة knot وتعني: عقدة.

#### الحرف L
هناك كلمات يرد فيها حرف L بعد حروف D وF وK لا يلفظ فيها حرف L، مثل كلمات should وتعني توجَّب، وhalf وتعني نِصف، وwalk وتعني يمشي، وهذه الحالة لا تنطبق دائمًا.

#### الحرف N
لا يلفظ حرف N عندما يرد بعد حرف M ككلمة limn وتعني: يرسم.

#### الحرف O
إذا ورد بعد حرف O حرف A فإنهما يلفظان حرف O ممددا قليلا، ككلمة board وتعني: لوح، وكذلك الحال إذا ورد بعده حرف W ككلمة low وتعني: منخفض، ولكن هنالك كلمات لا تنطبق عليها هذه القاعدة ككلمة crown وتعني: تاج، حيث يلفظان مثل حرف A متبوع بحرف O، أما إذا ورد قبل حرف O حرف E، يلفظان E، مثل كلمة people وتعني: ناس.

#### الحرف P
لا يلفظ حرف P إذا ورد قبل حرف S، ككلمة psyche وتعني: روح،  وإذا جاء بعده حرف H فإنهما يلفظان مثل «ف»، ككلمة physics وتعني: فيزياء.

#### الحرف R
في بعض اللهجات، لا يلفظ حرف R عندما يرد في نهاية الكلمة بعد حرف علة، لكن عندما تكون بداية الكلمة التالية حرف علة، فعندما توصل الكلمتان ببعضهما يلفظ حرف R.

#### الحرف S
أحيانا لا يلفظ حرف S إذا جاء بعده حرف I، ككلمة isle وتعني: جزيرة، ويلفظ مثل Z إذا ورد بين حرفي علة، ككلمة present وتعني: الزمن الحاضر،  ويلفظ مثل «ش» إذا جاء بعده حرف H، ككلمة shirt وتعني: قميص.

#### الحرف T
لا يلفظ حرف T إذا ورد بعد حرف S وكان قبل S حرف علة ككلمة fasten وتعني: يربط. لا يلفظ حرف T إذا جاء بعد حرف F وكان قبل حرف F حرفُ O وكان بعد حرف T حرف E، ككلمة often وتعني: في غالب الأحيان. وإذا جاء بعده حرف H فعندئذ يلفظان مثل «ث» في آخر الكلمة، مثل كلمة both (كِلا)، وهنالك كلمة شاذة وهي with (مع) حيث يلفظان «ذ»، ويلفظان «ث» عندما يتبعهما حرف R، مثل throw (يرمي، يلقي)، أو I، مثل thick (كثيف)، توجد كلمة شاذة وهي this (هذا) حيث يلفظ الحرفان فيها مثل «ذ»، أما في باقي الحالات فيلفظان «ذ».

#### الحرف U
لا يلفظ حرف U عند وروده ثاني حرف في الكلمة، وكان قبله حرف G، مثل كلمة guess وتعني: يحزر. هنالك كلمات شاذة لا يلفظ فيها حرف U، مثل: aunt، biscuit، build. ويلفظ كما في التسجيل الصوتي عند ورده بين أي حرفين صوتيين، ما عدا حرف R الذي يليه حرف E. ويلفظ واوًا مشبعة في كلمات مثل: duke، June، include، مع وجود كلمات شاذة مثل minute وlettuce. ويلفظ كما في التسجيل الصوتي عندما يرد قبل Ni أو S أو T مثل: universe. ويلفظ فتحة شديدة في كلمات مثل: hunt، much، luck، lung. ويلفظ كالكسرة في كلمتين شاذتين، هما: busy، business. التركيب Ue لا يلفظ عند وروده في نهاية الكلمة بعد حرف G أو Q، مثل: tongue، وantique. في الغالب، يلفظ التركيب Ui مثل Wi، مثل كلمة quit وتعني: يترك العمل، أو يستقيل، ويلفظ هذا التركيب في بعض الكلمات واوًا ممدودة، مثل: juice، وfruit. وعندما يأتي بعده حرف R يلفظ كضمة خفيفة، مثل: burn، وfur. ويكاد لا يلفظ في الكلمات الآتية:hurt، church، return.

#### الحرف W
لا يلفظ حرف W إذا جاء قبل حرف R، مثل كلمة write وتعني: يكتب.

#### الحرف X
يلفظ حرف X إذا ورد في أول الكلمة مثل حرف Z مثل كلمة xylophone وتعني: آلة موسيقية خشبية، ويلفظ مثل egz عندما يرد بين حرفي E وA، مثل كلمة exactly.

#### الحرف Y
يلفظ الحرف Y كحرف E في بعض الحالات مثل galaxy وتعني: مجرة، وفي كلمات أخرى كحرف I في التسجيل الصوتي ككلمة cry وتعني:
صرخة.

### تراكيب من مجموعة حروف
في بعض الأحيان تشكل مجموعة حروف تركيبا يختلف لفظه عن المعتاد، مثل التركيب (tion-) وتلفظ «شن»، مثل كلمة question وتعني: سؤال، والتركيب (sion-) وتلفظ «جِن» مثل كلمة revision وتعني: مراجعة، وإذا ورد قبل هذا التركيب حرف S يلفظ مثل (tion-) مثل كلمة compassion وتعني: شفقة، والتركيب (ture-) الذي يلفظ «تشر» مثل حرف H في التسجيل الصوتي موصولا بحرف R في التسجيل الصوتي ككلمة future وتعني: مستقبل. من التراكيب الأخرى أيضا (sure-) الذي يلفظ (jar)، مثل كلمة treasure وتعني: كنز. أما التركيب (gh-) في آخر الكلمة ففي غالب الأحيان يلفظ F، مثل كلمة laugh وتعني: يضحك، مع وجود كلمات لا يلفظ التركيب في آخرها، مثل كلمة through وتعني: من خلال. وهنالك مجموعة من التراكيب التي تلفظ مثل sh، وهي: tio، tie ،tia، ssu ،cio، cie ،cia. ويلفظ التركيب (xio-) مثل (ksh)، ككلمة anxious وتعني: قلق البال.

## الأعداد (Numbers)
هنالك نوعان من الأرقام في اللغة الإنجليزية، الأول هو الأرقام العددية التي تشير إلى الكمية، والثاني هو الأرقام الترتيبية. والجدول التالي يوضح الأرقام من 1 إلى 100 مع أسمائها:
| الرقم | اسم العدد    | اسم ترتيب العدد | اختصار ترتيب العدد |
| ----- | ------------ | --------------- | ------------------ |
| 1     | one          | first           | 1st                |
| 2     | two          | second          | 2nd                |
| 3     | three        | third           | 3rd                |
| 4     | four         | forth           | 4th                |
| 5     | five         | fifth           | 5th                |
| 6     | six          | sixth           | 6th                |
| 7     | seven        | seventh         | 7th                |
| 8     | eight        | eighth          | 8th                |
| 9     | nine         | ninth           | 9th                |
| 10    | ten          | tenth           | 10th               |
| 11    | eleven       | eleventh        | 11th               |
| 12    | twelve       | twelfth         | 12th               |
| 13    | thirteen     | thirteenth      | 13th               |
| 14    | fourteen     | fourteenth      | 14th               |
| 15    | fifteen      | fifteenth       | 15th               |
| 16    | sixteen      | sixteenth       | 16th               |
| 17    | seventeen    | seventeenth     | 17th               |
| 18    | eighteen     | eighteenth      | 18th               |
| 19    | nineteen     | nineteenth      | 19th               |
| 20    | twenty       | twentieth       | 20th               |
| 21    | twenty-one   | twenty-first    | 21st               |
| 22    | twenty-two   | twenty-second   | 22nd               |
| 23    | twenty-three | twenty-third    | 23rd               |
| 24    | twenty-four  | twenty-fourth   | 24th               |
| 25    | twenty-five  | twenty-fifth    | 25th               |
| 30    | thirty       | thirtieth       | 30th               |
| 40    | forty        | fortieth        | 40th               |
| 50    | fifty        | fiftieth        | 50th               |
| 60    | sixty        | sixtieth        | 60th               |
| 70    | seventy      | seventieth      | 70th               |
| 80    | eighty       | eightieth       | 80th               |
| 90    | ninety       | ninetieth       | 90th               |
| 100   | hundred      | hundredth       | 100th              |

تستخدم مع أرقام المئات والعشرات كلمة and، ولا يعتبر هذا الأمر ضروريا في الإنجليزية الأمريكية. في قراءة النسب، يتم الفصل بين الأعداد الصحيحة والكسور بـ (.) وتُنطق point، ويقرأ كل عدد على حدة، مثل 2.95 التي تقرأ two point nine five. أما في قراءة الكسور فيستخدم العدد الأول كرقم عددي، والعدد الثاني كرقم ترتيبي، مثل كلمة 1/3 فتقرأ one third، وإن كان عدد الكسور أكبر من واحد فتصاغ الكلمة المعبرة عن الكسر إلى جمع، مثل 3/2 التي تقرأ three halves. أما في النسب المئوية فتقرأ الأرقام كما هي مع كلمة percent في نهاية العدد.
في قراءة القيم النقدية، يتم قراءة العدد كاملا ثم اسم العملة. مثال: $25 تقرأ twenty-five dollars. في حال وجود أعشار، تقرأ بعد اسم العملة على شكل عدد صحيح، مثل €12.66 تقرأ twelve euros sixty-six. وفي قراءة القياسات تقرأ الأرقام بشكل عادي ثم وحدة القياس التي تكون في غالب الأحيان مختصرة في الكتابة مثل 60m.
أما في قراءة السنوات، عندما تكون السنة رقما من أربع منازل، تقرأ المنزلتان الأُولَيَانِ كعدد واحد، والمنزلتان الأخريان كعدد واحد، لكن يمكن قراءة السنة كعدد واحد إن كانت ضمن الـ100 سنة الأولى من الألفية الجديدة حتى لو كانت بأربع منازل. الألفيات تقرأ كعدد واحد نظرا لصعوبة قراءتها بطريقة أخرى، كذلك الأمر عند قراءة القرون. السنوات التي من ثلاث منازل يمكن قراءتها كعدد واحد من ثلاث منازل، أو عدد من منزلة واحدة ثم عدد من منزلتين. أما السنوات التي من منزلتين تقرأ كعدد واحد. يمكن قول the year قبل السنة لجعل المعنى واضحا، وهذا الأمر شائع مع السنوات التي من منزلتين أو ثلاث. في السنوات التي قبل سنة 0 للميلاد، يضاف إليها الاختصار BC الذي يقرأ كحروف الأبجدية. هذه القواعد تنطبق على قراءة العناوين المكانية أيضا.

### كتابة التواريخ (Writing Dates)
في الإنجليزية البريطانية، يكتب اليوم ثم الشهر ثم السنة، أما في الإنجليزية الأمريكية يكتب الشهر ثم اليوم ثم السنة. فمثلًا، الرابع عشر من شهر مارس يكتب في الإنجليزية البريطانية 14th march، أما في الأمريكية فيكتب march 14th. ويعتبر استخدام طريقتَي الكتابة الأطول وهما 14th march أو بدون th عُلوية أكثر رسمية. أما كتابة التاريخ بطريقة 14/3/2011 أو 14/3/11 فتكون في حالات أقل رسمية، مثل الرسائل بين الأصدقاء. أما 14/03/2011 فهي طريقة رسمية توجد عادة في المستندات الرسمية أو التقنية. أما طريقة the Fourteenth of March, 2011 فهي رسمية جدا وتستخدم بشكل رئيسي في المواد المطبوعة، كدعوة لحفل زفاف. ويمكن استخدام الشرطة (-) أو النقطة (.) بدلا من الخط المائل.

## أدوات التعريف والتنكير

### أداة التعريف (Definite Article)
تستخدم أداة التعريف the في مقدمة الاسم عندما يعتقد المتحدث أن المتلقي يعرف ما هو الأمر المشار إليه، مثل: The moon is very bright tonight. وتستخدم أيضا مع أسلوب التفضيل على مجموعة، مثل: He is the tallest boy، والسبب هو أن الاسم الموصوف هو الوحيد الذي يحمل الصفة التي وصف بها. وتستخدم أداة التعريف أيضا مع ما تم ذكره للتو في سياق الكلام. كما أنها تستخدم مع الاسم المفرد للإشارة إلى جميع الأشياء التي تماثله أو تنتمي إلى نوعه، مثل: The kangaroo للتعبير عن kangaroos. وتستخدم أيضا مع الأشياء التي تتبع نظاما معينا، مثل: The police، The radio. وأيضا مع الصفات للتعبير عن الناس الذين يمتلكون تلك الصفة، مثل: The rich. في العادة لا تستخدم أداة التعريف مع أسماء مثل Asia، لكنها تستخدم مع أسماء الدول التي تحتوي كلمات مثل: republic، states، kingdom، مثال: The United Kingdom. كذلك الأمر مع أسماء البلدان التي تكون على صيغة جمع، مثل: The Netherlands، والمعالم الجغرافية مثل: The Atlantic، وأيضا مع أسماء الصحف، والأبنية والمعالم الأثرية المشهورة، والمؤسسات، والفنادق والمطاعم، والعائلات.

### أداة التنكير (Indefinite Article)
تستخدم أداة التنكير (a) أو (an) قبل الأسماء التي لا يعرف المتلقي المقصودَ بها بالضبط، وكذلك للإشارة إلى شيء بمثابة واحد من مجموعة، مثل:She is a pupil at London Road School. لا تستخدم أداة التنكير مع الجموع مثل shoes أو الأسماء غير المعدودة مثل hair. تستخدم أداة التنكير في الحديث عن هوية الأشخاص أو الأعمال التي يقومون بها، مثل: My brother is a doctor، وأيضا مع أشياء بأسماء مفردة للدلالة على الأشياء التي تشترك معها بنفس النوع أو الخصائص، مثل: A man للتعبير عن men.

#### متى تستخدم a ومتى تستخدم an
إن اختيار أداة التنكير المناسبة لا يعتمد على طريقة كتابة الكلمة، بل على طريقة لفظها، حيث تستخدم (an) قبل الأسماء التي تبدأ بلفظ حرف متحرك، مثل umbrella، وhour، وFBI. أما (a) فتستخدم مع الأسماء التي تبدأ بلفظ ساكن، مثل house، وuniversity.

## مكونات الجملة
تتكون الجملة في اللغة الإنجليزية من «الفاعل» و«الفعل» حدًا أدنى لبناء جملة أساسية في اللغة الإنجليزية، باستثناء صيغة الأمر مثل go!، ويأتي الفاعل في اللغة الإنجليزية أولا في الجملة، ويليه «الفعل» ثانيا، ثم يأتي «المفعول به».

### الفاعل (Subject)
صور الفاعل في غالب الأحيان هي الاسم والضمير، أما حلوله على شكل فعل في الصيغة الأصلية مسبوقا بـTo فهي صيغة نادرة الاستخدام في الإنجليزية الحديثة. أيضًا حلوله على صيغة جملة تحتوي على أداة وصل، مثل: What he told me، حالة ليست شائعة الاستخدام بشكل كبير، وعادة ما تكون مع كلمة whatever.

### الفعل (Verb)
الفعل هو الكلمة التي تخبر بما يقوم به الفاعل. للفعل نوعان يوضحان طريقة حدوثه، فمنها الحركي، ومنها الحسي والنفسي، والجدول التالي يوضح الأنواع الفرعية للفعل:
| نوع الفعل                   | مثال عليه |
| --------------------------- | --------- |
| الحركة (action)             | speak     |
| التحول (الصيرورة) (process) | change    |
| الجسمانية (sensation)       | hurt      |
| الإدراكية (Cognition)       | know      |
| الملاحظة (perception)       | see       |
| الربطية (relational verbs)  | be        |

### المفعول به (Object)
المفعول به يمكن أن يكون على نفس الصيغ التي يكون عليها الفاعل. المفعول به ينقسم إلى قسمين: المفعول به المباشر (Direct object) والمفعول به غير المباشر (Indirect object). حيث أن المفعول به المباشر يكون عليه التركيز الأكبر في توجه الفعل، مثل: A young boy showed her the way here. أما المفعول به غير المباشر فيكون مع حرف جر، مثل: The shop is sending a replacement to my father، وحينها يكون ترتيبه في الجملة بعد المفعول به المباشر، أو أن يسبق المفعولَ به المباشر بدون إيراد حرف جر.

## أقسام الكلمة

### الاسم
ينقسم الاسم إلى ثلاثة أقسام: اسم معدود واسم غير معدود واسم معرفة (اسم علَم).

#### الاسم المعدود (The Countable Noun)
الاسم المعدود هو الاسم الذي يمكن التعبير عن كميته بعدد، مثل كلمة dog، ويكون الجمع في اللغة الإنجليزية عادة بإضافة حرف S في نهاية الكلمة، فكلمة pencil ستصبح pencils، ويحسب الاثنان في الإنجليزية جمعا، ويضاف فيه S مثل غيره، فكلمة طالبان معناها في الإنجليزية Two students.
ولكن هناك حالات لا يكون الجمع فيها بإضافة S: أولها أن يكون آخرُ الكلمة أحد الحروف أو التراكيب الآتية: sh,ch,z, x, s وعندئذ يكون جمعها بإضافة (es)، مثل كلمة match تصبح matches، وثاني الحالات هي أن تكون نهاية الاسم حرف Y مسبوق بحرف ساكن، فعندما تجمع مثيلات هذه الكلمة يحذف حرف Y ويضاف التركيب (ies)، مثل كلمة city التي تصبح cities، أما الأسماء التي تنتهي بحرف Y مسبوق بحرف متحرك، فتجمع بحرف بإضافة S فقط، وثالث الحالات هي الأسماء التي تنتهي بحرف O مسبوق بحرف ساكن فتجمع بإضافة (es) مثل كلمة tomato التي تصبح tomatoes، وحرف E هنا لا يلفظ. أما الأسماء التي تنتهي بحرف O مسبوق بحرف متحرك يكون جمعها بإضافة S فقط، والحالة الرابعة هي أن ينتهي الاسم بحرف F أو التركيب (fe) فيجمع بحذف حرف F وتصبح نهاية الكلمة بالتركيب (ves) مثل كلمة wife التي تصبح wives، وكلمة half التي تصبح halves، أما آخر الحالات فهي أن تكون الكلمة شاذة، مثل كلمة man جمعها men، وكلمة child تصبح children، وهذه الكلمات عددها ليس بالكبير فمعظم الكلمات يكون جمعها بإضافة حرف S فقط. هنالك أسماء تبقى بصيغة المفرد ولا يمكن جمعها، مثل news وinformation.

#### الاسم غير المعدود (The Uncountable Noun)
الاسم غير المعدود هو الذي لا يمكن التعبير عن كميته بعدد، مثل: rice وsugar وknowledge، حيث أنه لا يضاف إليه حرف s وكذلك لا تضاف إليه أداة تنكير (one-a-an)، وعادة ما تكون هذه الأسماء لأشياء كميتها الفيزيائية صغيرة جدا أو أنها غير متبلورة مثل powder. عادة ما تكون الأسماء غير المعدودة معبرا عنها بفعل مفرد.
وهنالك كلمات تستخدم كأدوات للتعبير عن كمية شيء ما (quantifiers)، ومنها: a few، few ،little، a little، a lot of، lots of، many، much، some، any. حيث يستخدم كل من some وany وlots of وa lot of مع كل من الأسماء المعدودة وغير المعدودة، أما much وa little فتستخدمان فقط مع الأسماء غير المعدودة، وmany وfew وa few فتستخدم مع الأسماء المعدودة في حالة الجمع فقط. من الأفضل عدم استخدام many وmuch في حالة الإثبات، إذ من الشائع عدم استخدامها في الإنجليزية الحديثة.

#### الاسم المعرفة (الاسم العلَم) (The Name)
الاسم العلم هو اسم خاص يعبر عن أشخاص أو أماكن أو مؤسسات،  وغالبا ما تكون بدايته حرفا كبيرا،  وهذا النوع من الأسماء لا ترفق معه أداة التنكير، وقد يقبل أداة التعريف. وعادة ما يكون اسما مفردا، لكن توجد أسماء معرفة بصيغة الجمع مثل The Netherlands.

### الضمير (The Pronoun)
الضمير يحل محل الاسم في الجملة،  والغاية من استخدام الضمير هو منع التكرار الممل للاسم في الجملة، وشرط استخدام الضمير هو نفس شرط أداة التعريف (the) وهو أن يكون الاسم المشار إليه معروفا ومشارا إليه مسبقا، وله تسعة أقسام، والجدول الآتي يبين جميع الضمائر في اللغة الإنجليزية:
|                    | الفاعل            | المفعول به         | انعاكسي                            | صفة الملكية          | ضمير الملكية           |
| ------------------ | ----------------- | ------------------ | ---------------------------------- | -------------------- | ---------------------- |
| المتحدث (مفرد)     | I                 | me                 | myself                             | my                   | mine                   |
| المخاطَب (مفرد/جمع) | you               | you                | yourself/yourselves                | your                 | yours                  |
| الغائب (مفرد)      | she, he, they, it | her, him, they, it | herself, himself, themself, itself | her, his, their, its | hers, his, theirs, its |
| المتحدث (جمع)      | we                | us                 | ourselves                          | our                  | ours                   |
| الغائب (جمع)       | they              | them               | themselves                         | their                | theirs                 |

#### ضمير الفاعل (The Subjective Pronoun)
هو الضمير الذي يأتي في حالة الفاعل، وضمائر الفاعل هي: (I) للمتكلم المفرد، you للمخاطَب المفرد، he للغائب العاقل المفرد المذكر، she للغائب العاقل المفرد المؤنث، it للغائب غير العاقل المفرد، we لجماعة المتكلمين (اثنان فأكثر)، you لجماعة المخاطَبين، they لجماعة الغائبين.

#### ضمير المفعول به (The Objective Pronoun)
هو الضمير الذي يأتي في حالة المفعول به، ويستخدم بعد حروف الجر. وضمائر المفعول به بنفس الترتيب السابق هي: them، you ، us، it، her، him ،you، me (you جماعة المخاطَبين تلفظ ممددة للتمييز عن ضمير المخاطب المفرد.

#### ضمائر الإشارة (The Demonstrative Pronoun)
وهي الضمائر التي تستخدم للإشارة إلى شيء ما، وهذه الضمائر تختلف بأنها جميعها في صيغة الغائب فهي لا تستخدم في التعبير عن المتكلم أو المخاطَب، وهذه هي: such وتستخدم في الحديث عن شيء مماثل لشيء تم ذكره سابقا،  those للإشارة إلى مجموعة أشياء بعيدة عن المتكلم، these للإشارة إلى مجموعة أشياء قريبة من المتكلم، that للإشارة إلى شيء واحد بعيد عن المتكلم، this للإشارة إلى شيء واحد قريب من المتكلم.

#### ضمير الملكية (The Possessive Pronoun)
هو الضمير الذي يشير إلى أن شيئا ما مملوك لدى شخص أو شيء، mine للمتكلم المفرد، yours للمخاطَب المفرد، his للغائب العاقل المفرد المذكر، hers للغائب العاقل المفرد المؤنث، its للغائب غير العاقل المفرد، ours لجماعة المتكلمين، yours لجماعة المخاطَبين، theirs لجماعة الغائبين.

#### صفة الملكية (The Possessive Adjective)
تختلف صفة الملكية عن ضمير الملكية في أنها دائمًا متبوعة بالمملوك، أما ضمير الملكية فيكون دائمًا غير متبوع بالمملوك، وصفات الملكية بالترتيب المعتاد هي كالتالي: their، your، our، its، her، his، your، my.

#### الضمير الانعكاسي (The Reflexive Pronoun)
هو الضمير الذي يدل على أن الفعل قد انعكس على الفاعل، أي أنه أيضا مفعول به، ويكون بإضافة كلمة self إلى الضمائر المخصصة للمفرد وselves إلى الضمائر المخصصة للجمع، فتصبح themselves، yourselves، ourselves، itself، herself، himself، myself.

#### الضمير الاستفهامي (The Interrogative Pronoun)
هو الضمير الذي تبدأ به الجملة الاستفهامية، ولا تكون الجملة الاستفهامية دائمًا سؤالا، والضمائر الاستفهامية هي: what للأشياء ويعني في اللغة العربية: ماذا، who أو whom للأشخاص، وتعني: من، which تستخدم للتعبير عن وجود احتمالات محددة، وتعني: أي، where للمكان، وتعني: أين، whose للمالك، وتعني: لمن.

#### الضمير التبادلي (The Reciprocal Pronoun)
ويتمثل بالضميرين one another وeach other، ويستخدم للتعبير عن أن أكثر من شخص يفعلان/يفعلون نفس الشيء. كان الضمير each other يستخدم مع الاثنين وone another للأكثر من اثنين، لكن هذا الأمر لم يعد موجودا في الإنجليزية الحديثة. مثال: Peter and Mary helped one another تعني: أن كلا من بيتر وماري يساعد الآخر. وقد يستخدم الضمير التبادلي مع صيغة الملكية بإضافة s' بجانب الضمير، مثل: They helped to look after each other’s children، ولا يستخدم الضمير التبادلي كفاعل في المقطع.

#### ضمير الوصل (الضمير المنسوب) (Relative Pronoun)
هو الضمير الذي ينسب إلى شيء أو شخص ودائمًا ما يتبع هذا الضمير ما يقوم به المنسوب إليه أو ما فعله به شخص أو شيء آخر، وضمائر الوصل هي: who للأشخاص وتستخدم للفاعل فقط، whom أيضا للأشخاص ولكن تستخدم للمفعول به، which تستخدم للأشياء، that ويمكن أن يستخدم محل الثلاثة ضمائر السابقة، ما عدا أسماء العلم فلأسماء العلم يستخدم الضميران who وwhom، لكن مع وجود كلمة all وصيغة التفضيل تستخدم that فقط، whose تستخدم للملكية ويكون المالك معروفا قبل استخدام whose ويذكر بعد whose المملوك والفعل الذي قام به المملوك، تحل whose محل صفات الملكية المخصصة للغائب ولكن الفرق هو أن صفات الملكية تكون مسبوقة بضمير وَصْل غير whose يُختار حسب طبيعة المنسوب إليه إن كان عاقلا أم غير عاقل.

### الفعل
يأخذ الفعل في اللغة الإنجليزية عدة أشكال تختلف حسب زمن حدوث الفعل. كما يمكن تقسيم الأفعال إلى أفعال لازمة وأخرى متعدية، وهناك أفعال تسمى الأفعال الناقصة.

#### حسب الزمان
توجد للفعل ثلاثة تصريفات: الصورة الأصلية (base form) التي تستخدم مع الزمن المضارع،  وصيغة الماضي البسيط (simple past) التي تستخدم في الحديث عن الماضي،  وصيغة التصريف الثالث (past participle) التي تستخدم مع صيغة الزمن التام، مثل المضارع التام (perfect present).

#### الأفعال الناقصة (Modal Verbs)
تستخدم هذه الأفعال للحديث عن احتمال حدوث فعل ما، أو عن استطاعة الفاعل القيام بالفعل مثل كلمة can، وتعني: يستطيع، ثم يتبعه الفعل مباشرة، مثل: I can do it، ومن الأمثلة الأخرى عليها أيضا: will، should، may ،must، والأفعال الناقصة ليس لها مصدر ولا تصريف ثالث.

#### حسب تغير شكله بتغير زمن الحدوث
تقسم الأفعال هنا إلى قسمين: القسم الأول ويشكل معظم أفعال اللغة الإنجليزية هو الفعل المنتظم ويسمى أيضا الفعل القياسي (The regular verb)، ويتغير شكل الفعل في هذه الحالة من التصريف الأول إلى التصريف الثاني أو التصريف الثالث من خلال إضافة الحرفين ed إلى نهاية الفعل، مثل كلمة accept التي تصبح accepted، وإذا كان الفعل منتهيا بحرف E، تكون الإضافة حرف D فقط، مثل كلمة agree التي تصبح agreed، ويحذف حرف Y وتضاف بدلا منه مجموعة الحروف (ied) إذا كان الفعل منتهيا بحرف Y مسبوق بحرف ساكن مسبوق بحرف متحرك، مثل كلمة study التي تصبح studied. وإن كان الفعل منتهيا بحرف ساكن بعده حرف متحرك بعده حرف ساكن، فعندئذ يضعف الحرف الساكن الأخير مع إضافة ed إلى نهاية الفعل، مثل الفعل dam الذي يصبح dammed. وهذه القواعد تنطبق أيضا على التصريف الثالث للفعل المنتظم.
أما القسم الثاني من الأفعال والذي يشكل نسبة قليلة من الأفعال هو الأفعال غير المنتظمة أو الأفعال الشاذة (The irregular verbs) ويتغير شكل الفعل بطرق مختلفة ومتعددة، لذلك يجب حفظها وحفظ صورها سواء في التصريف الثاني أو الثالث، لأن معظمها لا يكون فيها شكل الفعل في التصريف الثالث مماثلا للتصريف الثاني، مثل الفعل come الذي يصبح في التصريف الثاني came وفي التصريف الثالث يعود إلى صيغة come، والفعل do الذي يصبح في التصريف الثاني did وفي التصريف الثالث.done

#### من حيث اللزوم والتعدي
الفعل المتعدي (transitive verb) هو الفعل الذي يكون معه المفعول به مباشرا، مثل الفعل want (يريد). أما الفعل اللازم (intransitive verb) فهو الفعل الذي يكون معه المفعول به غير مباشر، مثل الفعل die (يموت)، ومن الممكن أن يكون بعض الأفعال لازما ومتعديا في الوقت ذاته.

### حروف الجر
تُستخدم حروف الجر في التعبير عن العلاقة بين الفاعل والمفعول به، ويحتاجها المفعول به غير المباشر ليكون معنى الجملة تاما، ومن الأمثلة عليها: on، under، to، from ولها استخدامات متعددة مثل الزمان والمكان.

#### حرف الجر on
يستخدم حرف الجر on مع الأيام، كما في جملة I went shopping on Monday، وكذلك عند الحديث عن الأوقات التي يتضمنها اليوم، مثل He likes eating on Sunday morning، وأيضا يستخدم مع evening وafternoon والتواريخ كما في جملة I play football on July، كما أنه يعني (فوق)، كما في جملة: The apple is on the table.

#### حرف الجر in
يستخدم حرف الجر in مع الفصول الأربعة، والسنوات والأشهر والصباح (morning) والمساء (Evening)، وقد تعني: (في) مثل They are in the shop.

#### حروف أخرى
يستخدم حرف الجر at مع الأماكن المحددة، أما under فتعني: (تحت)، أما التعبير In front of فيعني: (أمام)، وto تستخدم للتعبير عن الاتجاه لشيء معين أو فعل معين.

### الصفات (Adjectives)
تستخدم الصفات لوصف الأسماء، ومعظم الصفات تستخدم قبل الاسم، مثل: They have a beautiful house، وبعد أفعال الوصل مثل like، look، وقد تنتهي الصفة بـed أو ing.

#### ترتيب الصفات
قد يتم استخدام أكثر من صفة في نفس العبارة، مثل: a big black American car. يوجد ترتيب معين يقوم عليه ذكر أكثر من صفة، ويتمثل بالتالي:
| 8      | 7       | 6     | 5     | 4     | 3     | 2                       | 1                  |
| ------ | ------- | ----- | ----- | ----- | ----- | ----------------------- | ------------------ |
| المادة | الجنسية | اللون | العمر | الحدة | الحجم | رأي خاص، مثل: delicious | رأي عام، مثل: good |

مثال: A nasty uncomfortable armchair، حيث شكلت nasty وصفا عامًا (لكامل الموضوع) وشكلت uncomfortable وصفا خاصا (يخص جانبا من الموضوع).

#### صيغة التفضيل (Comparative and Superlative)

##### التفضيل بين واحد وآخر (Comparative)
تستخدم than في المقارنة بين شيء وآخر (Comparative)، مثل: She is two years older than me، وعندما نريد أن نصف تغيرا حصل لشيء ما، يمكن تكرار صيغة التفضيل بين واحد وآخر مرتين مع استخدام and، مثل: The balloon got bigger and bigger، وفي غالب الأحيان تستخدم صفة أخرى إلى جانب هذا النوع من التفضيل لتوضيح الأمر الذي اعتمد عليه استخدام التفضيل، مثل: The faster you drive, the more dangerous it is.

##### التفضيل بين مجموعة (Superlative)
تستخدم مع هذا النوع كلمة the، نحو: Everest is the highest mountain in the world.

##### طريقة تكوين صيغة التفضيل
يتم تكوين التفضيل بين واحد وآخر بإضافة er إلى نهاية الصفة، مثل: young → younger، أما التفضيل بين مجموعة فيكون بإضافة est إلى نهاية الصفة. إن كانت الصفة منتهية بحرف y يستبدل حرف i به ثم يضاف est/er، مثل: happy → happier/the happiest، وإن كان آخرُ الصفة حرفا ساكنًا ثم حرفا متحركا ثم حرفا ساكنًا آخر، يجب تضعيف الحرف الساكن الأخير، مثل كلمة big التي تصبح مع التفضيل bigger أو the biggest.

#### الأدوات المقوية (المكبرة) (Intensifiers)
تستخدم هذه الكلمات ومن أمثلتها very، وreally، وextremely من أجل جعل الصفة المستخدمة أقوى، مثل: Everyone was very excited. هنالك صفات قوية تعني صفة أخرى مع أداة تقوية، ولا يعتاد استخدام المقويات معها، مثل huge وتعني: very big. تستخدم عادة مع الصفات القوية مقويات مثل: completely، really، exceptionally. ومن المقويات أيضا كلمة enough التي تأتي بعد الصفة.

#### الأدوات المضعفة (Mitigators)
تستخدم هذه الأدوات بطريقة معاكسة للمقويات، من أمثلتها: fairly، quite، rather. وتستخدم أيضا بصورة غير رسمية كلمة pretty. عندما تستخدم كلمة quite مع صفة قوية يكون معناها: بشكل تام، مثل جملة The food was quite awful التي تماثل The food was absolutely awful.

#### الأدوات التي تحدد معنى الاسم (Noun Modifiers)
تستخدم هذه الأدوات للدلالة على أن اسما هو جزء من اسم آخر، مثل kitchen window، ولا تستخدم مع هذه الحالات صيغة الملكية، فالصحيح في القول هو chair leg وليس chair's leg، وتستخدم أيضا للإشارة إلى الشيء الذي صنع منه شيء آخر، مثل: a metal box. في غالب الأحيان تستخدم هذه الكلمات منتهية بـer أو ing. ويعد كل من القياسات والأعمار والقيم من نفس هذا النوع من التعابير. وقد يستخدم أكثر من كلمتين في الجملة، مثل: London office workers. ملاحظة: تأتي هذه الكلمات بعد الصفة.

### الظروف (Adverbs)
الظروف هي مجموعة من الكلمات التي تحدد كيفية وقوع حدث ما، وقد تعبر عن وجهة نظر المتحدث في الحدث، أو لتقوية صفة، واستخدامات متنوعة أخرى. ولا يستخدم الظرف بعد أفعال الربط، بل تستخدم الصفة عوضا عنه، فجملة They looked happily خاطئة، والجملة الصحيحة هي: They looked happy.

#### تكوين الظروف من الصفات
يتم تكوين الظرف من الصفة في معظم الحالات عن طريق إضافة ly إلى نهاية الصفة، مثل كلمة cheap التي تصبح بعد الإضافة cheaply، وإن كانت الصفة منتهي بحرف y يحذف حرف y ويضاف بدلا منه ily، مثل كلمة lucky التي تصبح بعد الإضافة luckily، أما إن كانت منتهية بـ le، فعندئذ يحذف حرف e ويستبدل به الحرف y، مثل كلمة probable التي تصبح بعد تحويلها probably، وإن انتهت بـ ic يضاف إليها ally فتصبح كلمة basic بعد ذلك basically. وفي حال كانت الصفة منتهية بـ ly، فعندئذ توضع الصفة ضمن عبارة in a(n) ____ way، مثل: He behaved in a silly way.
بعض الظروف تكتب بنفس إملاء الصفات التي اشتقت منها، مثل الكلمات: hard، fast، wrong. مثال: He drives very fast. أما كلمة well فهي الظرف المشتق من الصفة good. مثال: He studies well.

##### صيغة التفضيل في الظروف
يتم التفضيل بين واحد وآخر في الظروف باستخدام more قبل الظرف، وفي غالب الأحيان تستخدم معها كلمة than،  مثل quietly→ more quietly، أما في التفضيل بين مجموعة فتستخدم most قبل الظرف،  ففي المثال السابق تصبح most quietly، وكذلك أيضا يتم استخدام less وleast في المقارنات في الظروف.
أما إن كان الظرف بنفس إملاء الصفة، فعندئذ تستخدم er وest كما في الصفات، مثل hard→harder→hardest، وإن كان هذا النوع من الظرف منتهيا بـ e كما في كلمة late، يحذف وتطبق القاعدة، late→ later→ latest. هنالك ظروف يكون التفضيل فيها كما في الصفات الشاذة، مثل well التي تكون في صيغة التفضيل بين اثنين: better، وفي المقارنة بين مجموعة: best.

#### as____as
يمكن استخدام كلمة بين كلمتي as للإشارة إلى التماثل، مثل: He can't run as fast as his sister.

#### ترتيب الظروف
كما في الصفات، فإن هنالك ترتيبا معينا للظروف إن تعددت:
| 5      | 4     | 3       | 2      | 1       |
| ------ | ----- | ------- | ------ | ------- |
| الغاية | الزمن | التكرار | المكان | الكيفية |

### كلمات الربط (Linking Words)
تعرف كلمات الربط بأنها كلمات تربط بين جملتين، أو فكرتين في جملة واحدة، وفي إضافة معلومة جديدة في الجملة، ومنها: plus، also، too، and. مثال: Ahmad can speak English and he can speak French. حيث جاءت and كرابط بين الجملتين.

#### استخدامات بعض كلمات الربط ومواضعها في الكلام
الجدول التالي يبين بعض كلمات الربط واستخداماتها وموضعها بالجملة.
| الكلمة                                     | الهدف من استخدام الكلمة                               | موضع الكلمة                                               |
| ------------------------------------------ | ----------------------------------------------------- | --------------------------------------------------------- |
| and                                        | إضافة معلومة                                          | وسط الجملة                                                |
| also                                       | إضافة معلومة                                          | بعد الفعل المساعد وقبل الفعل الرئيسي                      |
| in addition                                | إضافة معلومة                                          | في بداية جملة                                             |
| too                                        | إضافة معلومة                                          | في نهاية الجملة، أو بعد الفاعل                            |
| although                                   | مع الأفكار المتعارضة                                  | في بداية الكلام                                           |
| but                                        | مع الأفكار المتعارضة                                  | في بداية الجملة الثانية، وهي ذات طابع رسمي أقل من however |
| however                                    | مع الأفكار المتعارضة                                  | في بداية الجملة الثانية                                   |
| therefore، so ،this means that             | إعطاء نتيجة                                           | وسط الجملة                                                |
| as، owing to، because of، because          | إعطاء سبب                                             | وسط أو بداية الجملة                                       |
| in short، in summary، to summarise         | التلخيص                                               | بداية الجملة                                              |
| for example، for instance، namely، such as | إعطاء مثال، وnamely تستخدم أيضا للإشارة إلى شيء باسمه | بداية أو نهاية الجملة                                     |

##### namely وsuch as
تستخدم namely لذكر جميع الأمثلة المتعلقة بالموضوع، أما such as فتستخدم لذكر مثال أو مجموعة أمثلة متعلقة بالموضوع.

##### like وas
الفرق بين كلمتي like وas هو أن كلمة like حرف جر يستخدم مع اسم أو ضمير، مثل: She looks like a supermodel، أما as فهي أداة ربط تستخدم مع فاعل وفعل أو شبه جملة أو حرف جر، مثل: Nobody sings as she does. من الشائع في الإنجليزية الأمريكية استخدام like بدلا من as، لكن هذا يعد بشكل عام غير رسمي، ولا يعتبر صحيحا.
في بعض الجمل التي تستخدم like وas، قد يكون اختلاف كبير في المعنى بين الكلمتين، فقد تدل as على الدور الذي يقوم به شخص أو شيء، مثل: He started work as a carpenter، أما like فللتشبيه.

##### As if
تستخدم كلمة as مع كلمة if للتشبيه، الاختلاف فيه يكمن في ضرورة أن يكون الفعل المستخدم بعده في صيغة الماضي، بغض النظر عن الزمن القواعدي للجملة. وإن تبعه الفعل be فعندئذ تكون صيغته were لجميع الضمائر وليس was، مثل: She walks as if she were a supermodel.

## علامات الترقيم
علامات الترقيم هي رموز تستخدم لتقوية الوضوح والاستيعاب في الكتابة. ومن علامات الترقيم الشائعة: النقطة، والفاصلة، وعلامة الاستفهام، وعلامة التعجب، والفاصلة العلوية، وعلامة الاقتباس، والشرطة. والجدول التالي يوضح استخدام علامات الترقيم وأشكالها:
| الرمز              | الاستخدام | الشكل   | مثال                                                                                                |
| ------------------ | --- | ------- | --------------------------------------------------------------------------------------------------- |
| الفاصلة العلوية    | للنيابة عن حرف ناقص، أو للإشارة إلى الملكية، وفي صيغة الجمع للحروف مثل i's، وكذلك جمع بعض الأرقام والاختصارات | '       | .I can't see that cat's tail                                                                        |
| النقطتان الرأسيتان | تستخدم قبل قائمة أو اقتباس، والفصل بين الساعات والدقائق، وأيضا للفصل بين أجزاء النسب الرياضية                 | :       | .The ratio of girls to boys is 3:2                                                                  |
| الفاصلة            | الفصل بين العبارات أو عناصر قائمة ما                                                                          | ,       | .She bought milk, eggs, and bread                                                                   |
| الشرطة             | تستخدم للفصل بين أجزاء من الجملة، وتستخدم في المحادثات المكتوبة للدلالة على تضارب في الأفكار وتحول في النبرة  | — أو -- | !Not to — Oh heck, I forget                                                                         |
| علامة التعجب       | التعبير عن الانفعال أو التشديد                                                                                | !       | !It is cold                                                                                         |
| ثلاث نقاط          | الدلالة على أن جزءا من النص تم التجاوز عنه                                                                    | ...     | 100 ,... ,4 ,2 ,0                                                                                   |
| الشرطة القصيرة     | بين جزأين من كلمة مركبة، أو لتقسيم كلمة حسب المقطع من أجل التناسب في سطر من النص                              | -       | The sixteen-year-old girl is a full-time student                                                    |
| القوسان            | تستخدم في الجمل التي تشرح أمرا ما                                                                             | ()      | This sentence (like others on this page) contains a parenthetical remark                            |
| النقطة             | عند نهاية جملة خبرية                                                                                          | .       | .I see the house                                                                                    |
| علامة الاستفهام    | في نهاية السؤال                                                                                               | ?       | ?When are we going                                                                                  |
| علامة الاقتباس     | توضع علامات الاقتباس في كل من بداية ونهاية العبارة للدلالة على أنها منقولة تماما كما قيلت                     | "       | "She said, "Let's eat.                                                                              |
| الفاصلة المنقوطة   | الفصل بين شبهي جملة مستقلين في جملة مركبة، وكذلك في سلسلة، بمعنى عندما تستخدم فواصل للتو                      | ;       | Relatives at the reunion included my older brother, Bob; my cousin, Art; and my great-aunt, Mattie. |

## الأزمنة (Tenses)

### المضارع البسيط (Present Simple)

المضارع البسيط.

يستخدم هذا الزمن للتعبير عن أن فعلا معينا يحصل بشكل متكرر في الحاضر، أو أن تكون الجملة حقيقة مؤكدة، أو أن يكون الفعل حاصلا في المستقبل، وهناك كلمات قد تدل على أن الزمن المستخدم هو المضارع البسيط، مثل: often، never، sometimes، always، أما بالنسبة لكيفية استخدامه فتكون بإضافة الفاعل ثم الفعل في حالته الأصلية ما عدا المفرد الغائب فله قاعدة خاصة، ثم بقية الجملة إن كان هناك بقية للجملة.

#### قاعدة نهاية الفعل عندما يكون الفاعل مفردا غائبا
يختلف الفعل في هذه الحالة بأنه يضاف إليه حرف S، مثل الفعل cut الذي يصبح cuts، ولكن هناك أفعالا تختلف في الإضافة على آخرها، ففي الأفعال التي تنتهي بحرف Y مسبوق بحرف ساكن يحذف حرف Y ويضاف التركيب (ies) فالفعل study يصبح studies، أما إن كان الفعل منتهيا بحرف Y مسبوق بحرف متحرك يضاف حرف S فقط، أما إن كان منتهيا بأحد الحروف والتراكيب الآتية: sh,ch,x, ss, o يضاف (es)، مثل الفعل fix الذي يصبح fixes.
- أمثلة: I eat a sandwich

He eats a sandwich
- حالة النفي: حالة النفي في المضارع البسيط تكون بنفس صيغة الإثبات لكن تضاف كلمة not بجانب do واختصار ذلك don't أما المفرد الغائب يضاف does not واختصار ذلك doesn't وتحذف الإضافة على آخر الفعل، فالجملة I make a sandwich تصبح I don't make a sandwich، والجملة He likes to play تصبح He doesn't like to play.[97]

### الماضي البسيط (Past Simple)

الماضي البسيط.

ويستخدم للتعبير عن حدث حصل في الماضي مرة واحدة، أو شيء حصل وتكرر في الماضي، أو شيء كان حقيقة لفترة من الماضي، ويعرف الزمن الماضي من خلال وجود أي دلالة على أن الفعل قد وقع في الماضي، مثل كلمة yesterday، ويكون الفعل في هذا الزمن في التصريف الثاني، وذلك بمعرفة إن كان الفعل منتظما أو لا.
- مثال: I made a sandwich.
- حالة النفي: في حالة النفي نستخدم قبل الفعل صيغة التصريف الثاني من do not وهي did not وبالإمكان اختصارها بـdidn't، كما تحول صيغة الفعل إلى الصيغة الأصلية، فتصبح الجملة I made a sandwich في صيغة الماضي: I didn't make a sandwich.[98]

### المستقبل البسيط (Future Simple)

المستقبل البسيط.

ويستخدم للحديث عن حدث يتوقع حصوله في المستقبل، أو حدث يراد حصوله، أو الوعود أو الأفعال المسعي إليها ويستخدم فيه الفعل المساعد will بالنسبة للغائب وضمير المخاطب، وShall لضميري المتكلم، إلا أن استخدامها نادر في اللغة الإنجليزية الحديثة، وأصبحت will تستخدم في الحالات جميعها، ثم يتبعها الفعل في صيغته الأصلية، ويعرف أن الحديث في صيغة المستقبل من خلال وجود أي دلالة على أن الحدث متوقع حصوله في المستقبل مثل tomorrow، in the future.
- مثال: الجملة I go to the school تصبح في المستقبل البسيط: I will go to the school، [99] كما أنه من الممكن الاختصار إن كان الفاعل ضميرا فتصبح (ll) تفصل بينه وبين الضمير فاصلة علوية، وعندئذ He will تصبح He'll.
- صيغة النفي: للنفي نضيف not إلى الفعل will واختصارها won't، فتصبح الجملة He will play في صيغة النفي He won't play.[100]

#### be going to وwill
تستخدم be going to للحديث عن مستقبل قريب يتم التخطيط له، وكذلك تستخدم للحديث عن ما تم التخطيط له قبل بدء الكلام، مثل: I am going to study tonight. أما will فتستخدم للحديث عن المستقبل البعيد بقصد التنبؤ، أو للحديث عن ما تم التخطيط له أثناء الحديث، مثل: It will rain.

### المضارع المستمر (Present Continuous)

المضارع المستمر.

يستخدم للتعبير عن حدث يقع الآن، ويتم تكوينه بوضع الفاعل ثم الفعل be ثم الفعل الرئيسي مضافة إلى آخره مجموعة الحروف (ing) ثم بقية الجملة، ويستدل عليه من خلال تعابير مثل at the present time، at the moment، now.
- مثال: I am reading.
- صيغة النفي: وتكون بإضافة not إلى الفعل be واختصارها إن كان في صيغة is هو isn't أما في صيغة are فيكون aren't، فالجملة I am reading تصبح في حالة النفي: I am not reading.

#### أفعال لا يمكن استعمالها في زمن المضارع المستمر
هناك أفعال لا تقبل استعمالها في هذه الصيغة كالأفعال التي تعبر عن الشعور والإحساس، ومنها: like، hate، love، understand، want، believe.

### الماضي المستمر (Past Continuous)

الماضي المستمر.

واستخدامه للتعبير عن حدث وقع في الماضي أثناء وقوع حدث آخر. ويستدل عليه من خلال تعابير مثل: while، when، because. عادة ما تستخدم كلمة when قبل الجملة التي في الماضي البسيط، أما while فتستخدم عادة قبل جملة في الماضي المستمر، حيث أن while تعني: أثناء ذلك الوقت.
- وتكوينه (من اليسار إلى اليمين):

(ing+الفعل+was/were+الفاعل)
- مثال: We were running on the lane, when we saw you.
- صيغة النفي: تكون صيغة النفي بإضافة not إلى الفعل was/were واختصارها wasn't/weren't، فالجملة We were running on the lane تصبح في حالة النفي We weren't running on the lane.

### المستقبل المستمر (Future Continuous)

المستقبل المستمر.

يستخدم للتعبير عن حدث في المستقبل القريب، وقد يكون مخططا له مسبقا.
- يتم تكوينه بالطريقة التالية (من اليسار لليمين):

(ing+الفعل+will+be+الفاعل).
- مثال: I will be lying on the beach.
- صيغة النفي: يكون النفي بوضع not أو never إلى جانب كلمة will.
  - مثال: she will not be playing tennis here.[103]

### المضارع التام (Present Perfect)
يستخدم للتعبير عن حدث وقع في زمن غير محدد، أو لنفي حدوث فعل متوقع حصوله، أو في الفعل المنتهي والفعل التي لم ينته بعد، والفعل الذي لا تزال آثاره إلى الآن، والفعل الذي تكرر في أوقات مختلفة. لا يستخدم مع المضارع التام كلمة تعبر عن حدث منته مثل yesterday.
- يتكون على الشكل التالي: (من اليسار إلى اليمين)

(الفعل في التصريف الثالث+Have+الفاعل).
- مثال: She has lived in Germany.[106]
- صيغة النفي: يصاغ النفي بإضافة not أو never بجانب have، مثل: I’ve never met his wife.[106]

#### been وgone
بالنسبة لاستخدام been وgone فكل منهما يمثل التصريف الثالث للفعل go، لكن لهما دلالتان مختلفتان. فـbeen تدل على أن فعل الذهاب وقع في فترة من فترات حياة الفاعل، ثم عاد، مثل: I've been to Paris. أما استعمال gone فيكون للدلالة على أن الفاعل يوجد حاليا في المكان الذي ذهب إليه. ويستعمل مع هذه الصيغة كلمة have أو is كفعل مساعد. مثال: He's gone to the shops.

#### since وfor
تستخدم كلمة since في المضارع التام مع التعبير عن زمن محدد، مثل: I've known Sam since 1992. أما for فتستخدم مع التعبير عن مقطع من الوقت، مثل: I've been hungry for hours.

### الماضي التام (Past Perfect)

الماضي التام.

يستخدم هذا الزمن للتعبير عن حدث وقع قبل حدث آخر في الزمن الماضي، بغض النظر عن أي فعل هو المذكور أولا، فهذا الزمن يعبر فقط عن الفعل الذي حصل أولا.
- ويتم تكوينه على الصورة التالية: (من اليسار إلى اليمين)

(الفعل في التصريف الثالث+had+الفاعل).
- مثال: As soon as they had bought a car, they drove it to Makka.
- حالة النفي: يكون النفي بإضافة not إلى جانب had، فجملة I had decide تصبح I hadn't decide.

#### استخدام just
تستخدم كلمة just للإشارة إلى أن الفعل الأول حدث قبل فترة قصيرة من الحدث الثاني، مثل: She has just left the room when the police arrived.

### المستقبل التام (Future Perfect)

المستقبل التام.

يستخدم هذا الزمن للتعبير عن حدث سيقع في المستقبل قبل زمن معين، لكن دون معرفة الوقت بالضبط، وعادة تستخدم مع هذا الزمن كلمة (by)، حيث تستخدم في الإشارة إلى الزمن الذي سيحصل الفعل قبله.
- ويتم تكوين المستقبل التام على الصورة التالية: (من اليسار إلى اليمين)

(الفعل في التصريف الثالث+will+have+الفاعل)
- مثال: I will have arrived.[109]
- صيغة النفي: يكون النفي في هذا الزمن القواعدي باستخدام not أو never إلى جانب will have فيصبح المثال السابق:I won't have arrived.[110]

### المضارع التام المستمر (Present Perfect Continuous)

المضارع التام المستمر.

يستخدم هذا الزمن للتعبير عن حدث معين بدأ في الماضي ولا يزال في الوقت الحاضر أو سيستمر في المستقبل.
- يتكون على الصورة التالية: (من اليسار إلى اليمين)

(ing +الفعل+have+been+الفاعل)
- مثال: I have been living. ويشير المضارع التام المستمر إلى أن الفترة التي استمر فيها الفعل بين الماضي والحاضر غير محددة.
- صيغة النفي: يتم بإضافة not إلى جانب have فالمثال السابق بهذه الحالة يكون: I haven't been living.[113]

### الماضي التام المستمر (Past Perfect Continuous)
يستخدم هذا الزمن للإشارة إلى زمن استمر وتوقف قبل فعل آخر في الزمن الماضي، ويستخدم أيضا في الكلام المنقول.
- يتكون بالطريقة التالية: (من اليسار إلى اليمين)

(ing+الفعل +had+been+الفاعل)
- مثال: John told them he had been working late in the office that night.
- صيغة النفي: تكون صيغة النفي بإضافة not إلى جانب had، مثال: I hadn't been buying ← I had been buying.[116]

### المستقبل التام المستمر (Future Perfect Continuous)

مستقبل تام مستمر.

يعبر هذا الزمن عن حدث سيستمر لفترة محددة قبل وقت معين في المستقبل، ويستخدم في أغلب الأحيان لتسهيل الحديث عن الأرقام، حيث يمكن تحديد وقت معين ينقضي فيه زمن رقمه سهل (مثال: سنتان رقم سهل) واستخدام الصيغة المستقبلية عوضا عن استخدام أرقام دقيقة مع المضارع التام المستمر،  ويستخدم هذا الزمن أيضا لتحديد سبب وقوع حدث مستقبلي ما. وبالإمكان إضافة كلمة (by) إليه كما في المستقبل التام.
- ويتم تكوينه بالتالي: (من اليسار إلى اليمين)

(ing+الفعل+will+have+been+الفاعل).
- مثال: You will have been living.[119]
- صيغة النفي: يكون النفي بإضافة not إلى جانب will، فالجملة التي في المثال السابق تصبح: You won't have been living.[120]

## أساليب الشرط (Conditionals)
هنالك أربعة أنواع من أساليب الشرط.
- الأول يسمى بالإنجليزية: (The zero conditional)، ويتم تكوينه باستخدام if ثم عبارة بالمضارع البسيط، ثم جملة أخرى بالمضارع البسيط، مثل: If you heat water to 100 degrees, it boils.[121]
- النوع الثاني (The first conditional) فيكون باستخدام if ثم جملة بالمضارع البسيط، ثم جملة أخرى بالمستقبل البسيط، مثل: If it rains tomorrow, we'll go to the cinema.[122]
- النوع الثالث (The second conditional)، فيكون باستخدام if ثم جملة في الماضي البسيط، ثم جملة فيها would ملحوقة بالفعل في صورته الأصلية. مثال: If I had a lot of money, I would travel around the world.
- النوع الرابع (The third conditional) يكون باستخدام if ثم جملة في صيغة الماضي التام، ثم جملة فيها would بعدها الفعل have متبوعا بفعل في صيغة التصريف الثالث. مثال: If I had gone to bed early, I would have caught the train.[121][123]

## الاستفهام (question)
هنالك عدة أنواع من الاستفهام في اللغة الإنجليزية. النوع الأول هو الأسئلة التي تجاب بنعم أو لا (Yes/No Questions)، ومعظم الأسئلة التي تتبع هذا النوع تبدأ بفعل مساعد، مثل:?Can you help me،  ومن الممكن استخدام الفعل be كفعل رئيسي دون اعتباره فعلا مساعدا، مثل:?Are you thirsty
أما النوع الثاني فهو أسئلة Wh، وقد سميت بهذا الاسم لأن أدوات السؤال المستخدمة فيها تحتوي الحرفين W وH،  ومن أدوات السؤال التي يتم استخدامها في هذا النوع: What، How ،Where، When. مثال: ?What is your name. وهنالك نوع من الأسئلة في صيغة مصغرة يستخدم في نهاية الجملة الخبرية بقصد التوكيد، مثل: ?She has seen it, hasn't she
أما النوع الرابع من الأسئلة فهو أسئلة التخيير (Choice Questions)، حيث توفر أكثر من خيار للإجابة، مثل: ?Would you like a house or a flat. أما النوع الخامس فهو السؤال عن فكرة عامة حول موضوع أو حالة ما، مثل: ?If you had a superpower, what would it be. وهنالك نوع غير مباشر من الأسئلة، يتم استخدامه في الحديث الرسمي. مثال: ?Could you tell me how can i go to The Central Park، ويمكن جعله بصيغة إثباتية، مثل: She asked me if she could borrow my dictionary. أما النوع السابع فهو الأسئلة التي توجه بغرض الحصول على إجابة مرغوبة، مثل:?Were you with your family at the time of the crime

### كيفية تكوين السؤال
عندما تحتوي الجملة الخبرية على الفعل be أو الفعل have، أو أفعال ناقصة مثل can، فعندئذ يعكس الترتيب بين الفاعل والفعل الناقص بحيث يصبح الفعل الناقص أولا، مثل:?He can swim fast→Can he swim fast،  أما في صيغة المضارع البسيط فعندئذ تكون كلمة do في بداية الجملة، أو does إن كان الفعل في صيغة الغائب المفرد.

## امتحانات دولية لإِتْقان اللغة الإنجليزية
من الاختبارات الدولية للمستوى في اللغة الإنجليزية الاختبار الدولي لإتقان الإنجليزية أو iTEP،  والمنظومة الدولية لقياس إتقان اللغة الإنجليزية (IELTS). أما لغير الناطقين بالإنجليزية فيوجد اختبار التوفل TOEFL (Test Of English as a Foreign Language).

## وصلات خارجية
- قواعد اللغة الإنجليزية المعاصرة تأليف دانيل كيز. (بالإنجليزية)
- أساسيات قواعد اللغة الإنجليزية نسخة محفوظة 5 مايو 2021 على موقع واي باك مشين. (بالإنجليزية)
- القواعد الإنجليزية من لينغوابرس (بالإنجليزية)
- القواعد الإنجليزية من لينغواليا (بالإنجليزية)